# Walter Hauptmann (Politiker)
Walter Hauptmann (* 6. Juli 1909 in Niederplanitz; † 11. April 1988 in Bremen) war ein bremischer Politiker (DP, GDP, FDP). Er war Mitglied der Bremischen Bürgerschaft.

## Biografie

### Ausbildung und Beruf
Hauptmann absolvierte eine Lehre als Elektrotechniker. Er war ab 1927 Berufssoldat und diente im Zweiten Weltkrieg. 1947 wurde er Angestellter und später Beamter im Öffentlichen Dienst in Bremen, zuletzt bis 1971 Oberamtsrat beim Senator für das Bauwesen in Bremen.

### Politik
Hauptmann beantragte am 25. Januar 1940 die Aufnahme in die NSDAP und wurde zum 1. April desselben Jahres aufgenommen (Mitgliedsnummer 7.605.098).
Nach dem Krieg wurde er Mitglied der rechtsgerichteten DP. Er war von 1961 bis 1963 in der GDP und danach in der FDP.
Er war von 1959 bis 1971 rund 12 Jahre lang Mitglied der Bremischen Bürgerschaft und in verschiedenen Deputationen der Bürgerschaft tätig. Von 1967 bis 1971 war er stellvertretender FDP-Fraktionsvorsitzender.